# Romas Leščinskas
Romas Leščinskas (*  20. März 1953) ist ein litauischer Politiker, von 1995 bis 1997 Bürgermeister der Rajongemeinde Lazdijai. 
Seit 1993 ist er Mitglied von Tėvynės sąjunga (Lietuvos konservatoriai). Von 1993 bis 1997 leitete er als Vorsitzender die Abteilung Lazdijai von TS.
Von 1995 bis 1997 war er Mitglied im Rat der Rajongemeinde Lazdijai. 1995 wurde er zum Bürgermeister gewählt. Sein Nachfolger war Artūras Margelis.